# Кастел Ђорђо
Кастел Ђорђо (итал. Castel Giorgio) је насеље у Италији у округу Терни, региону Умбрија.
Према процени из 2011. у насељу је живело 1652 становника. Насеље се налази на надморској висини од 551 м.

## Становништво
| 1936. | 1951. | 1961. | 1971. | 1981. | 1991. | 2001. | 2011. |
| ----- | ----- | ----- | ----- | ----- | ----- | ----- | ----- |
| 2.724 | 2.854 | 2.712 | 2.243 | 2.238 | 2.233 | 2.162 | 2.178 |